# Сюй Шэнь
Сюй Шэнь (кит. трад. 許慎, упр. 许慎, пиньинь Xǔ Shèn, палл. Сюй Шэнь, Уэйд-Джайлз: Hsü Shen; ок. 58 г. н. э. — ок. 147 г. н. э.) — китайский филолог, языковед эпохи империи Хань. Является автором «Шовэнь цзецзы» (說文解字 или 说文解字, Shuo-wen chieh-tzu; пер. «Рассуждение о письменах и толкование иероглифов») — первого этимологического словаря китайских иероглифов, составленного и упорядоченного по принципу иероглифическиех «ключей» и представляющего системный анализ строения иероглифического знака. Словарь включает в себя 9353 иероглифа, распределённых по 540 ключам. Анализ главным образом основан на изучении позднечжоуских иероглифических графических форм сяочжуань, но местами аппелирует и к более ранним графическим формам чжоувэнь 籀文 периода Западной Чжоу. В этимологическом анализе не учитываются самые ранние иероглифические формы цзягувэнь 甲骨文 периода Шан-Инь — эти формы не были известны Сюй Шэню на момент составления «Шовэнь цзецзы». Словарь был завершён к 100 г. н. э., однако по политическим причинам увидел свет только в 121 г. н. э. благодаря сыну ханьского императора Ань-ди, представившего словарь отцу.
Словарь Сюй Шэня послужил образцом для последующих толковых словарей. В IV в. был создан словарь «Цзылинь» (字林 «Лес письмён»), насчитывавший почти 13 тыс. иероглифов, а словарь «Юйпянь» (玉篇, «Яшмовая книга»), составленный в 543 г., включал в себя уже почти 17 тыс. знаков.
Сюй Шэнь известен также вкладом в изучение У-Цзин (五經, «Пять канонов»), результатом чего послужил труд под названием «Различные значения У-Цзин» (五經異義, Wǔjīng yiyi), который в свою очередь был частично уничтожен в эпоху империи Тан и также частично восстановлен по оставшимся фрагментам в эпоху империи Цин китайским учёным по имени Чэнь Шоуци (кит. 陳壽棋; 1771—1834).